# إدوارد كوك
إدوارد كوك: (1552 ـ 1634) .محام وقاض بريطاني مشهور ولد في مقاطعة نورفولك في إنجلترا، كانت له افكار فلسفية و تم تعينه كناطق رسمي لمجلس العموم عام 1593. و تم اختياره عام 1594 ليصبح النائب العام في حكومة الملكة إليزابيث الأولى خلفًا لفرانسيس بيكون، بعدها رئيسا للقضاء في عهد الملك جيمس الأول. عرف عنه إبان توليه رئاسة القضاء، إصراره على أن يخضع الجميع للقانون حتى الملك نفسه لأن القانون فوق الجميع. وقد ضمن مذكراته الشهيرة الكثير من الأسس التي تنبني عليها مبادئ القانون الحديث.

## روابط خارجية
- إدوارد كوك على موقع الموسوعة البريطانية (الإنجليزية)